# Carl Heinz Bobleter
Carl Heinz Bobleter (* 5. Juli 1912 in Feldkirch; † 24. Oktober 1984 ebenda) war ein österreichischer Diplomat und Politiker (ÖVP).

## Leben
Bobleter wurde 1912 als erstes Kind von Maria und Karl Bobleter geboren. Er besuchte das Staatsgymnasium in Feldkirch und maturierte 1931. Anschließend absolvierte er ein Jus-Studium in Innsbruck und Wien (Promotion 1935). Nach dem Gerichtsjahr war er ab 1937 bei der Creditanstalt-Bankverein tätig. Er bestand die Aufnahmeprüfung  an der Diplomatischen Akademie.
Nach dem Anschluss wurde er 1939 in die Wehrmacht einberufen und als Dolmetscher (englisch, französisch, spanisch) eingesetzt.
1947 wurde er österreichischer Konsul in der Britischen Besatzungszone in Deutschland. Ab 1950 war er in der wirtschaftspolitischen Abteilung des Außenministeriums tätig. 1958 bis 1964 war er Leiter der österreichischen Mission bei der OEEC/OECD in Paris, wo er bei der Gründung der OECD 1961 aus der Vorgängerorganisation OEEC dabei war, dabei wurde er mit 1960 zum Botschafter ernannt. Von 1964 bis 1968 war er Staatssekretär im Bundesministerium für auswärtige Angelegenheiten. Von 1968 bis 1978 war er ein zweites Mal Leiter der Vertretung bei der OECD. Er war christlich bekennendes Mitglied des CV. Seit 1931 war er Mitglied der AV Austria Innsbruck und seit 1933 der KaV Marco-Danubia Wien.

## Auszeichnungen
- 1968: Großes Silbernes Ehrenzeichen am Bande für Verdienste um die Republik Österreich[2]